# Argyrana excellens
Argyrana excellens là một loài bướm đêm trong họ Noctuidae.